# Diou (Indre)
Pour les articles homonymes, voir Diou.
Diou est une commune française située dans le département de l'Indre, en région Centre-Val de Loire.

## Géographie

### Localisation
La commune est située dans le nord-est du département, à la limite avec le département du Cher. Elle est située dans la région naturelle de la Champagne berrichonne.
Les communes chefs-lieux et préfectorales sont : Issoudun (11 km), Levroux (32 km), Châteauroux (36 km), La Châtre (52 km) et Le Blanc (86 km).

### Communes limitrophes
Les communes limitrophes sont : Reuilly (4 km), Lazenay (4 km), Migny (4 km), Sainte-Lizaigne (4 km) et Paudy (8 km).

### Hameaux et lieux-dits
Les hameaux et lieux-dits de la commune sont : Prenay, Serennes, Chezeaudebert et Pied de Bois.

### Géologie et hydrographie
La commune est classée en zone de sismicité 2, correspondant à une sismicité faible.
Le territoire communal est arrosé par la rivière Théols, de plus il dispose d'un plan d'eau.

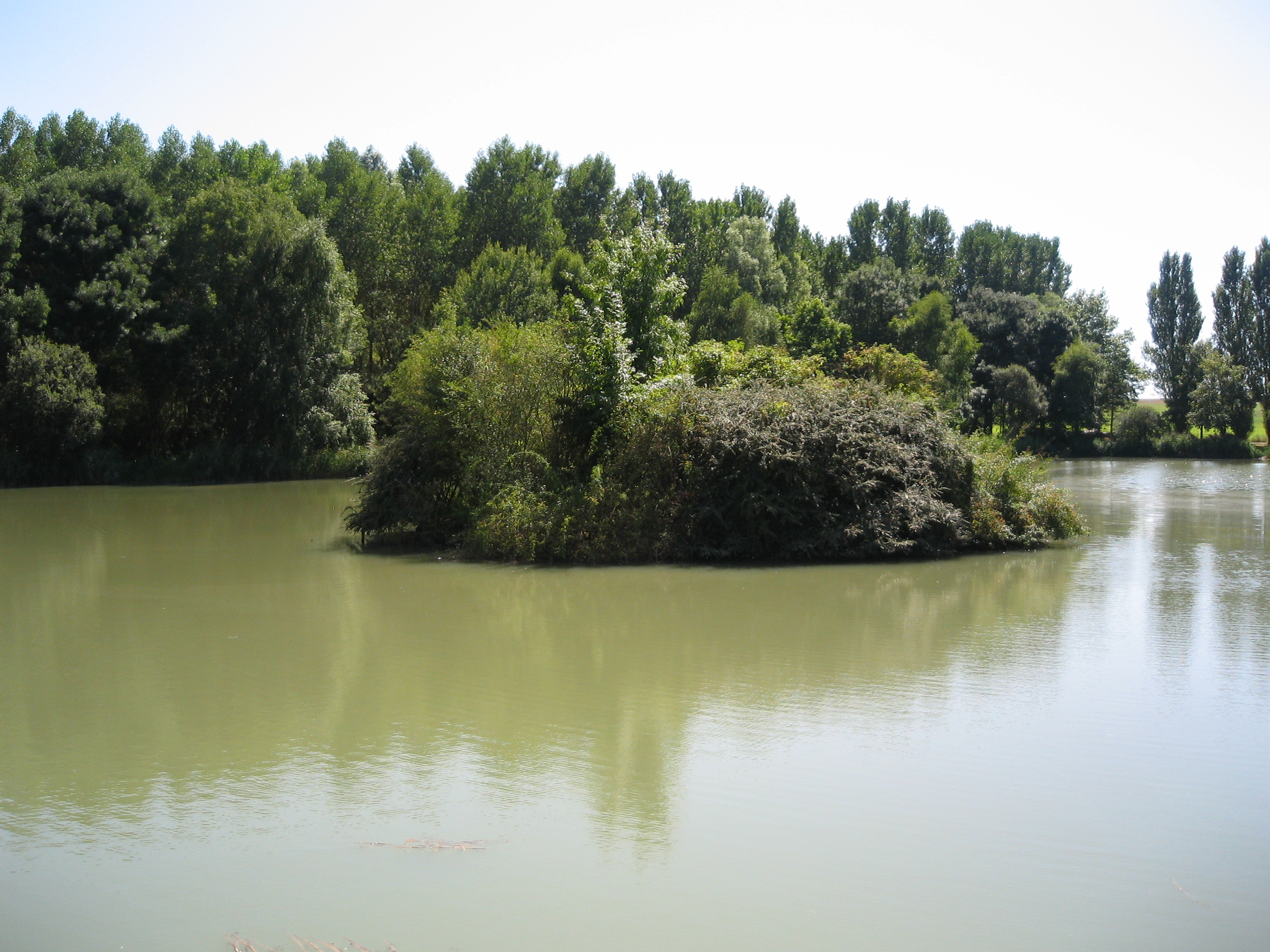
Le plan d'eau en 2009.

### Climat
Pour des articles plus généraux, voir Climat du Centre-Val de Loire et Climat de l'Indre.
En 2010, le climat de la commune est de type climat océanique dégradé des plaines du Centre et du Nord, selon une étude du CNRS s'appuyant sur une série de données couvrant la période 1971-2000. En 2020, Météo-France publie une typologie des climats de la France métropolitaine dans laquelle la commune est exposée à un climat océanique altéré et est dans la région climatique Centre et contreforts nord du Massif Central, caractérisée par un air sec en été et un bon ensoleillement.
Pour la période 1971-2000, la température annuelle moyenne est de 11,5 °C, avec une amplitude thermique annuelle de 15,2 °C. Le cumul annuel moyen de précipitations est de 733 mm, avec 11,2 jours de précipitations en janvier et 7 jours en juillet. Pour la période 1991-2020, la température moyenne annuelle observée sur la station météorologique de Météo-France la plus proche, sur la commune de Quincy à 14 km à vol d'oiseau, est de 12,1 °C et le cumul annuel moyen de précipitations est de 735,0 mm,. Pour l'avenir, les paramètres climatiques de la commune estimés pour 2050 selon différents scénarios d'émission de gaz à effet de serre sont consultables sur un site dédié publié par Météo-France en novembre 2022.

### Voies de communication et transports
Le territoire communal est desservi par les routes départementales : 2, 65 et 918.
La commune possédait une gare autrefois. La gare ferroviaire la plus proche est la gare de Reuilly, à 4 km.
Diou est desservi par la ligne 1 du réseau TIGR ; par la ligne U du Réseau de mobilité interurbaine et par la ligne 1.3 du réseau d'autocars TER Centre-Val de Loire.
L'aéroport le plus proche est l'aéroport de Châteauroux-Centre, à 35 km.
Le territoire communal est traversé par le sentier de grande randonnée de pays de la Champagne berrichonne.

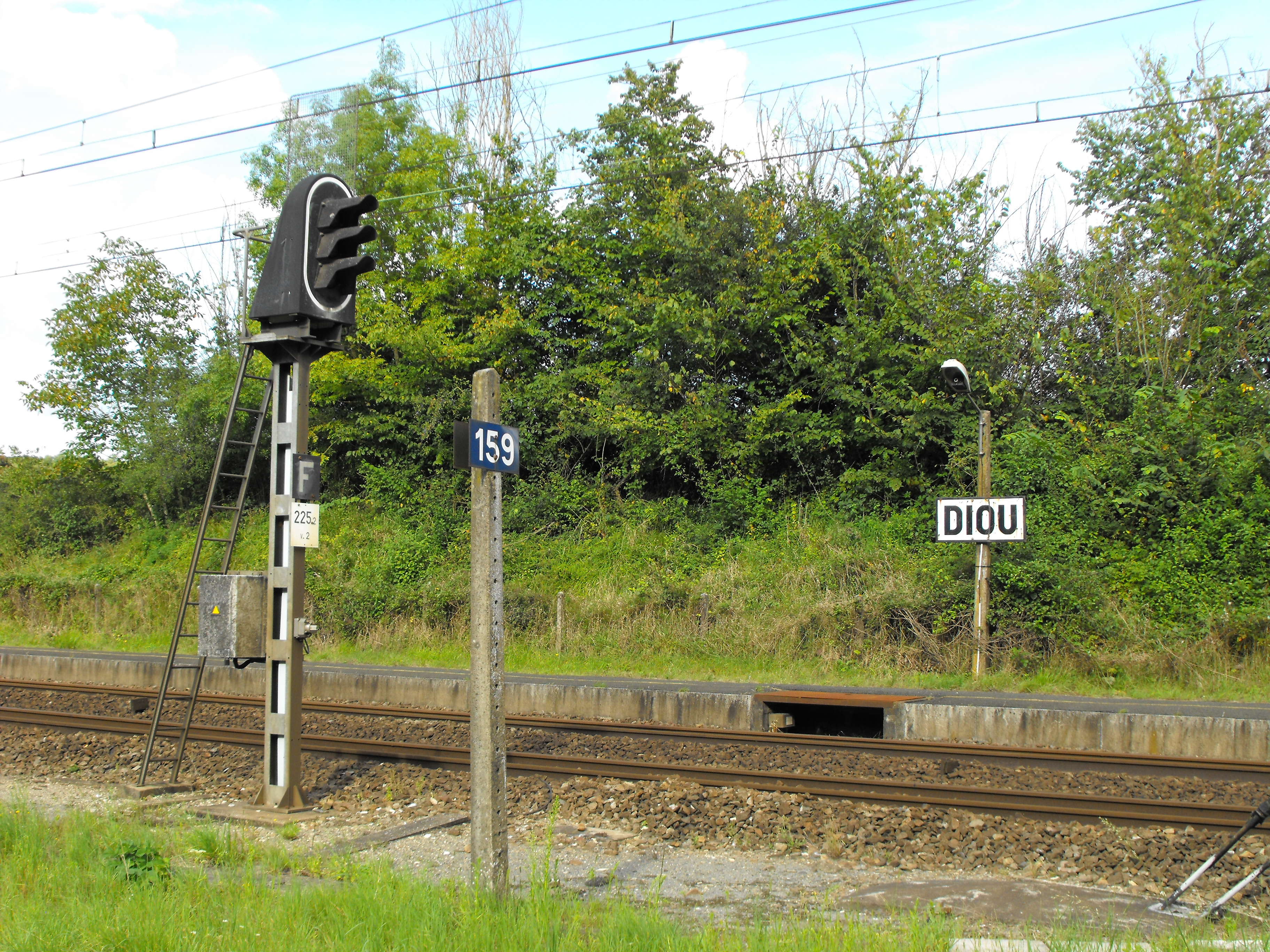
L'ancienne gare en 2014.

## Urbanisme

### Typologie
Au 1er janvier 2024, Diou est catégorisée commune rurale à habitat dispersé, selon la nouvelle grille communale de densité à sept niveaux définie par l'Insee en 2022.
Elle est située hors unité urbaine. Par ailleurs la commune fait partie de l'aire d'attraction d'Issoudun, dont elle est une commune de la couronne,. Cette aire, qui regroupe 20 communes, est catégorisée dans les aires de moins de 50 000 habitants,.

### Occupation des sols

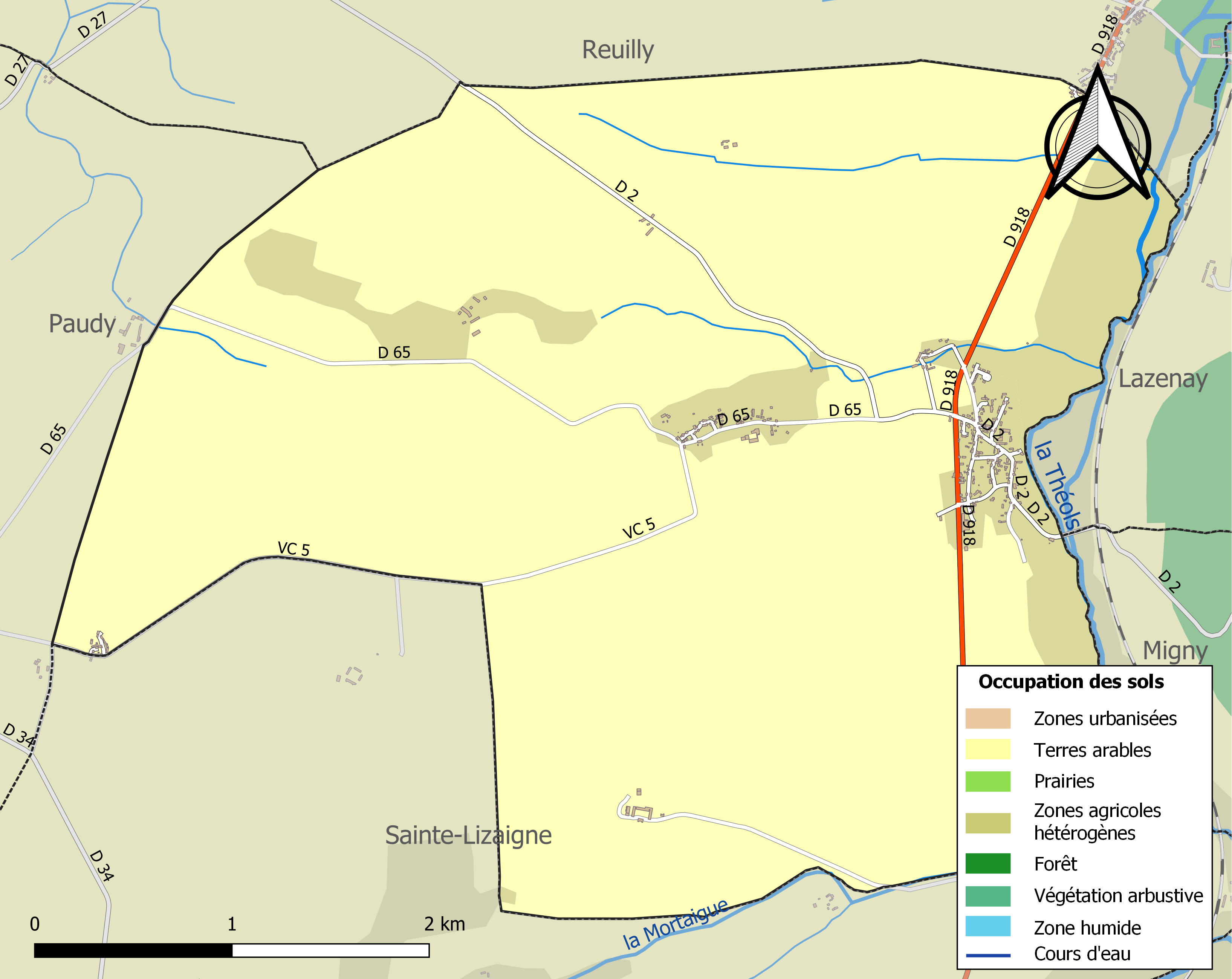
Carte des infrastructures et de l'occupation des sols de la commune en 2018 (CLC).

L'occupation des sols de la commune, telle qu'elle ressort de la base de données européenne d’occupation biophysique des sols Corine Land Cover (CLC), est marquée par l'importance des territoires agricoles (100 % en 2018), une proportion identique à celle de 1990 (100 %). La répartition détaillée en 2018 est la suivante : 
terres arables (87,3 %), zones agricoles hétérogènes (12,7 %). L'évolution de l’occupation des sols de la commune et de ses infrastructures peut être observée sur les différentes représentations cartographiques du territoire : la carte de Cassini (XVIIIe siècle), la carte d'état-major (1820-1866) et les cartes ou photos aériennes de l'IGN pour la période actuelle (1950 à aujourd'hui).

### Logement
Le tableau ci-dessous présente le détail du secteur des logements de la commune :
| Date du relevé                                              | 2013   | 2015   |
| Nombre total de logements                                   | 153    | 153    |
| Résidences principales                                      | 75,2 % | 74,9 % |
| Résidences secondaires                                      | 17,6 % | 17,8 % |
| Logements vacants                                           | 7,2 %  | 7,3 %  |
| Part des ménages propriétaires de leur résidence principale | 80,9 % | 80,9 % |

### Risques majeurs
Le territoire de la commune de Diou est vulnérable à différents aléas naturels : météorologiques (tempête, orage, neige, grand froid, canicule ou sécheresse), inondations et séisme (sismicité faible). Un site publié par le BRGM permet d'évaluer simplement et rapidement les risques d'un bien localisé soit par son adresse soit par le numéro de sa parcelle.
Certaines parties du territoire communal sont susceptibles d’être affectées par le risque d’inondation par débordement de cours d'eau, notamment la Théols et la Mortaigue. La commune a été reconnue en état de catastrophe naturelle au titre des dommages causés par les inondations et coulées de boue survenues en 1982, 1999 et 2016,.

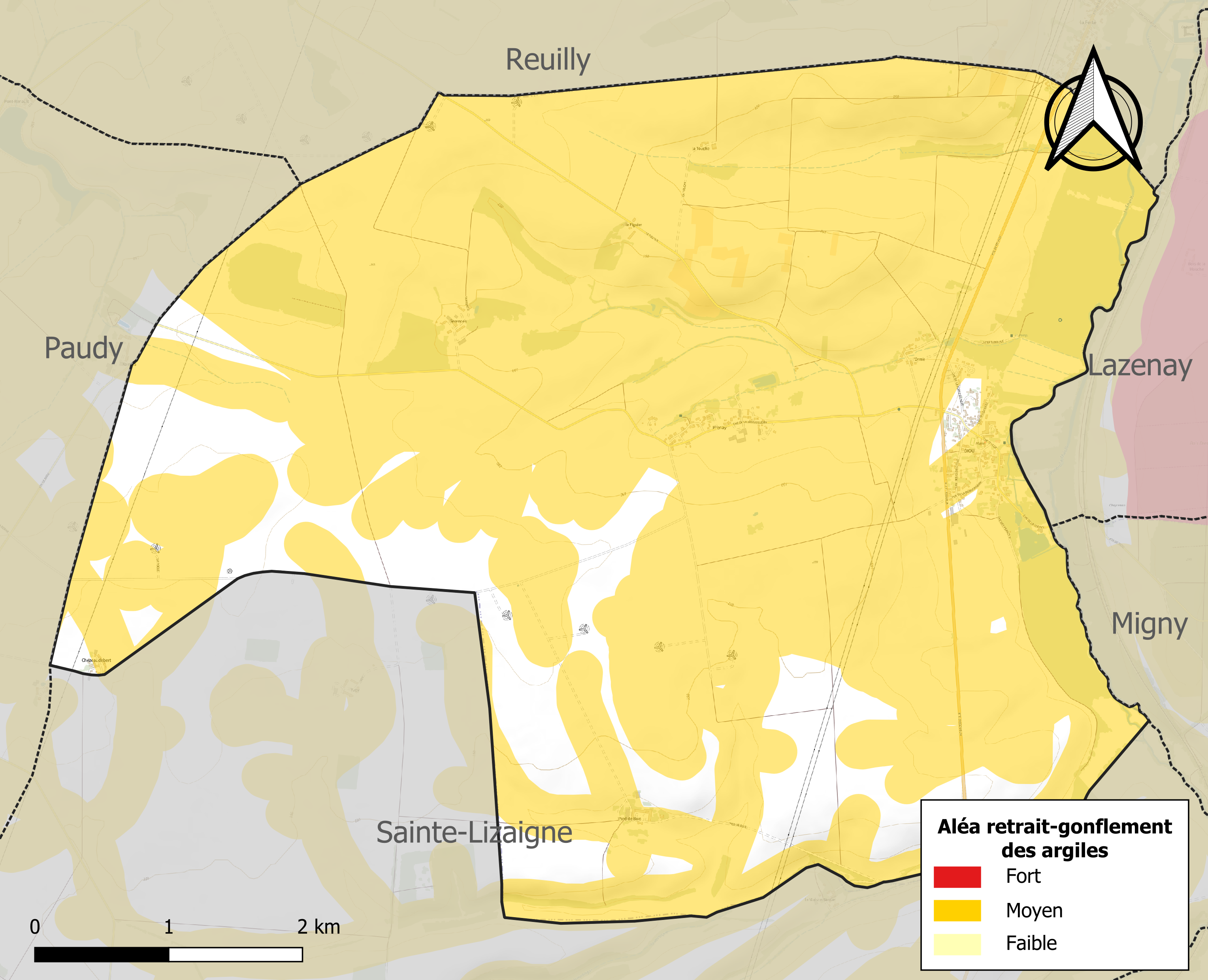
Carte des zones d'aléa retrait-gonflement des sols argileux de Diou.

Le retrait-gonflement des sols argileux est susceptible d'engendrer des dommages importants aux bâtiments en cas d’alternance de périodes de sécheresse et de pluie. 86,3 % de la superficie communale est en aléa moyen ou fort (84,7 % au niveau départemental et 48,5 % au niveau national). Sur les 164 bâtiments dénombrés sur la commune en 2019, 132 sont en aléa moyen ou fort, soit 80 %, à comparer aux 86 % au niveau départemental et 54 % au niveau national. Une cartographie de l'exposition du territoire national au retrait gonflement des sols argileux est disponible sur le site du BRGM,.
Concernant les mouvements de terrains, la commune a été reconnue en état de catastrophe naturelle au titre des dommages causés par la sécheresse en 2018 et 2019 et par des mouvements de terrain en 1999.

## Toponymie
Le nom est attesté sous les formes Dio en 1177, parochia de Dyo en 1298, et Diou au XIIIe siècle.
Il s'agit probablement d’un ancien théonyme, issu du gaulois devo signifiant « dieu ». Cette hypothèse est confortée par la découverte, en 1986, d’un fanum (temple gallo-romain) entouré d’une vaste enceinte fossoyée, indiquant l’existence d’un lieu de culte ancien.
Ses habitants sont appelés les Divins.

## Histoire
La communauté de Diou est en crise démographique au début du XVIIIe siècle, puisqu’elle passe de 48 feux en 1709 à 39 en 1726. L’hiver de 1709-1710 notamment cause de nombreuses pertes, ainsi que la grande canicule de 1719 (qui tua beaucoup par dysenterie).
La commune fut rattachée de 1973 à 2015 au canton d'Issoudun-Nord.

## Politique et administration
La commune dépend de l'arrondissement d'Issoudun, du canton de Levroux, de la deuxième circonscription de l'Indre et de la communauté de communes du Pays d'Issoudun.
| Période                                  | Période   | Identité                | Étiquette | Qualité            |
| ---------------------------------------- | --------- | ----------------------- | --------- | ------------------ |
| mars 2001,                               | mars 2014 | BRIALIX Sylvain         | ?         | Assistante sociale |
| mars 2014                                | En cours  | Sylvie Rancy-Le Bourlot | DVD       | Employée           |
| Les données manquantes sont à compléter. |           |                         |           |                    |

## Population et société

### Démographie
L'évolution du nombre d'habitants est connue à travers les recensements de la population effectués dans la commune depuis 1793. Pour les communes de moins de 10 000 habitants, une enquête de recensement portant sur toute la population est réalisée tous les cinq ans, les populations de référence des années intermédiaires étant quant à elles estimées par interpolation ou extrapolation. Pour la commune, le premier recensement exhaustif entrant dans le cadre du nouveau dispositif a été réalisé en 2008.

En 2022, la commune comptait 259 habitants, en évolution de +3,6 % par rapport à 2016 (Indre : −3 %, France hors Mayotte : +2,11 %).
| 1793 | 1800 | 1806 | 1821 | 1831 | 1836 | 1841 | 1846 | 1851 |
| ---- | ---- | ---- | ---- | ---- | ---- | ---- | ---- | ---- |
| 330  | 322  | 324  | 360  | 449  | 490  | 465  | 477  | 468  |

| 1856 | 1861 | 1866 | 1872 | 1876 | 1881 | 1886 | 1891 | 1896 |
| ---- | ---- | ---- | ---- | ---- | ---- | ---- | ---- | ---- |
| 482  | 454  | 447  | 419  | 413  | 402  | 400  | 387  | 358  |

| 1901 | 1906 | 1911 | 1921 | 1926 | 1931 | 1936 | 1946 | 1954 |
| ---- | ---- | ---- | ---- | ---- | ---- | ---- | ---- | ---- |
| 385  | 406  | 400  | 387  | 369  | 347  | 316  | 308  | 343  |

| 1962 | 1968 | 1975 | 1982 | 1990 | 1999 | 2006 | 2008 | 2013 |
| ---- | ---- | ---- | ---- | ---- | ---- | ---- | ---- | ---- |
| 311  | 261  | 236  | 215  | 212  | 235  | 270  | 280  | 245  |

| 2018 | 2022 | - | - | - | - | - | - | - |
| ---- | ---- | - | - | - | - | - | - | - |
| 261  | 259  | - | - | - | - | - | - | - |

### Enseignement
La commune ne possède pas de lieu d'enseignement.

### Médias
La commune est couverte par les médias suivants : La Nouvelle République du Centre-Ouest, Le Berry républicain, L'Écho - La Marseillaise, La Bouinotte, Le Petit Berrichon, France 3 Centre-Val de Loire, Berry Issoudun Première, Vibration, Forum, France Bleu Berry et RCF en Berry.

## Économie
La commune se situe dans la zone d’emploi d'Issoudun et dans le bassin de vie d'Issoudun.
La viticulture est l'une des activités de la commune, qui se trouve dans la zone couverte par l'AOC reuilly.
La commune se trouve dans l'aire géographique et dans la zone de production du lait, de fabrication et d'affinage du fromage Valençay.
La culture de la lentille verte du Berry est présente dans la commune.

## Culture locale et patrimoine
- Église
- Monument aux morts
- Lavoir
- Moulin

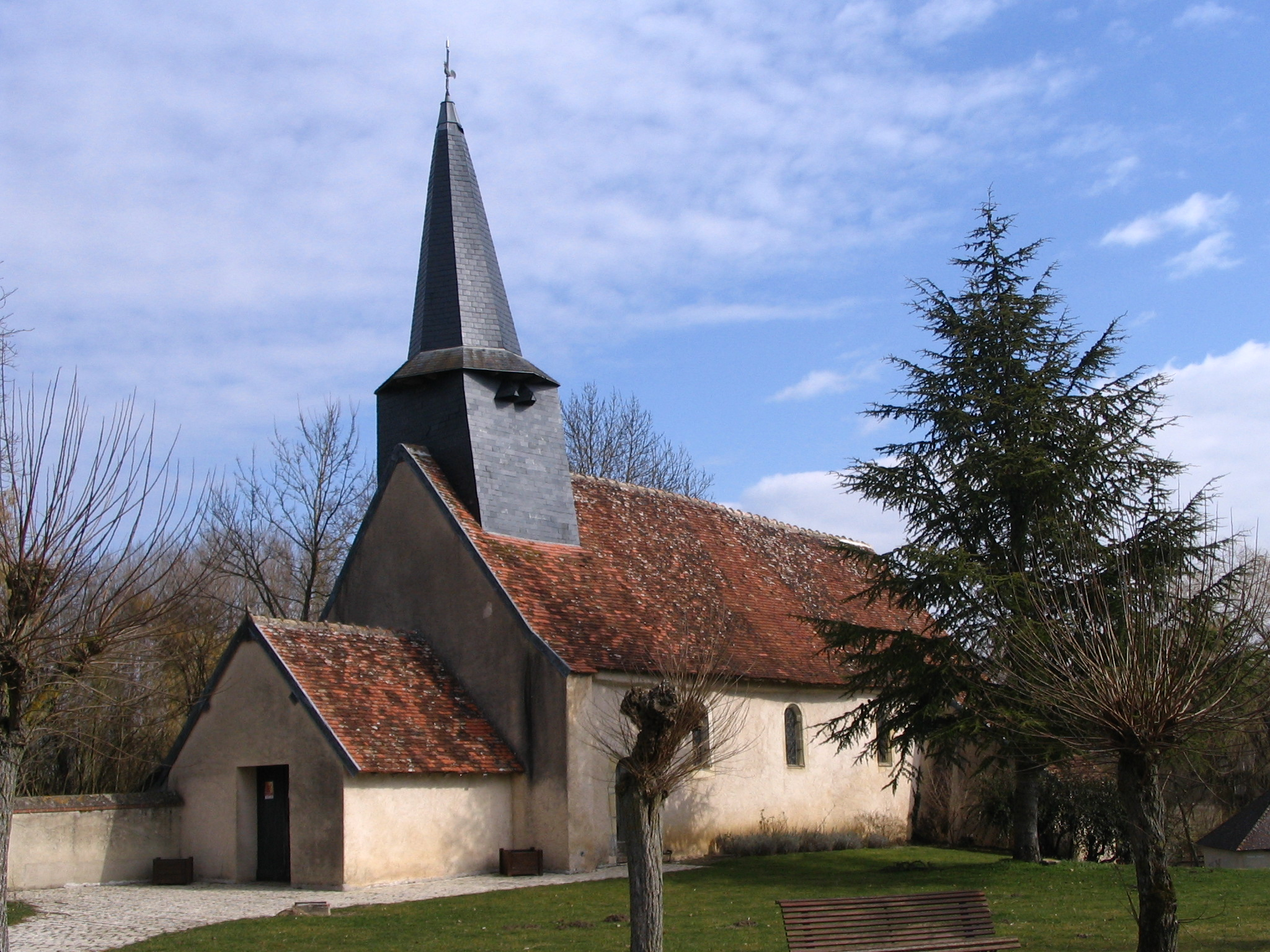
L'église en 2009.
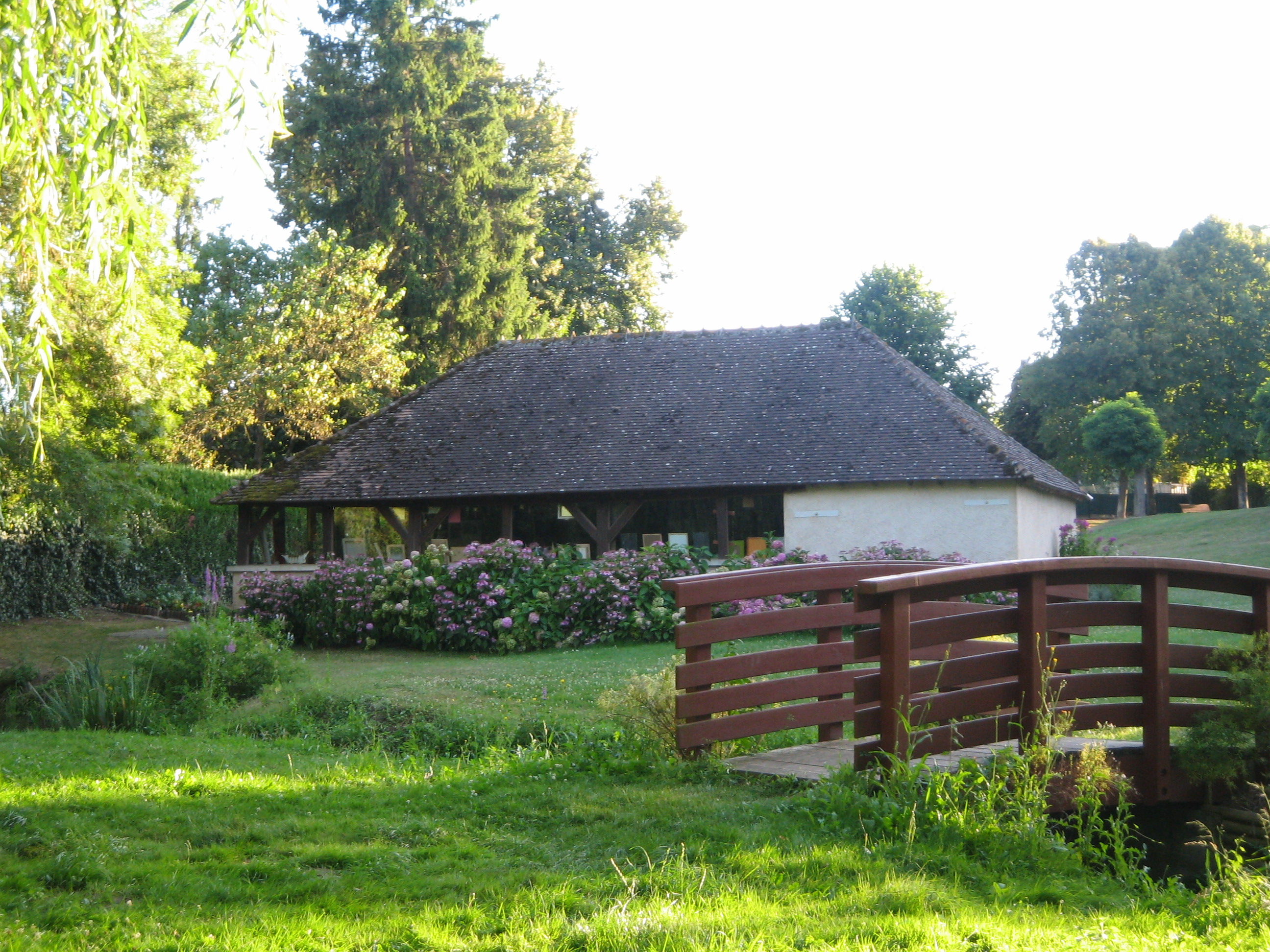
Le lavoir en 2009.
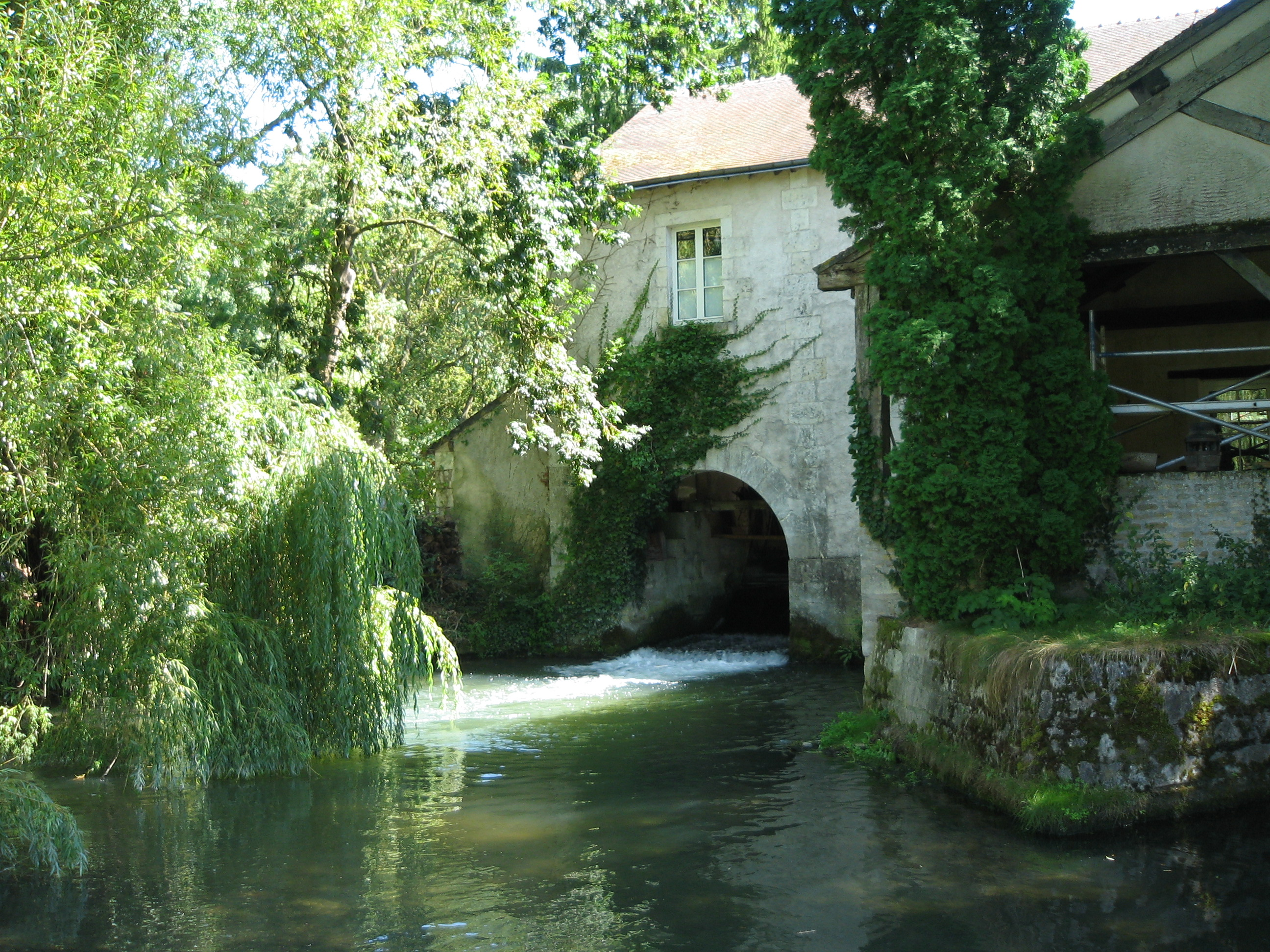
Le moulin en 2009.

### Labels et distinctions
Diou a obtenu au concours des villes et villages fleuris :
- une fleur en 2004[39], 2005[40], 2006[41] et 2007[42] ;
- deux fleurs en 2008[43], 2011[44], 2013, 2014 et 2015.